# كارلوس ألبرتو بيريرا دا سيلفا
كارلوس ألبرتو بيريرا دا سيلفا هو لاعب كرة قدم برازيلي، ولد في 12 نوفمبر 1977. لعب مع Sportivo Trinidense ‏.

## وصلات خارجية
- كارلوس ألبرتو بيريرا دا سيلفا على موقع Soccerway.com (الإنجليزية)